# Philander mcilhennyi
Philander mcilhennyi là một loài động vật có vú trong họ Didelphidae, bộ Didelphimorphia. Loài này được Gardner & Patton mô tả năm 1972.